# Audi 100 C2
Der Audi 100 C2 ist ein Fahrzeug der oberen Mittelklasse der Audi NSU Auto Union AG, das ab 1976 als Nachfolger des Audi 100 C1 produziert wurde.
Das neu entwickelte Fahrzeug (interne Bezeichnung: 43) wurde im August 1976 der Presse vorgestellt. Mit den neuen Fünfzylindermotoren zeigte dieses Modell den Einfluss von Audis Technikvorstand Ferdinand Piëch. Neben den ersten Avant-Modellen, die 1977 präsentiert wurden, stellte Audi das erste Fünfzylinder-Dieselmodell im C2 vor. Auf der IAA 1979 wurden die leistungsstarken Fünfzylinder-Turbomodelle präsentiert, die jedoch als Audi 200 vermarktet wurden.
Nach knapp 900.000 produzierten Exemplaren wurde der C2 im Jahre 1982 durch den Audi 100 C3 mit einer neuen strömungsgünstigeren Karosserie abgelöst.

## Entwicklung

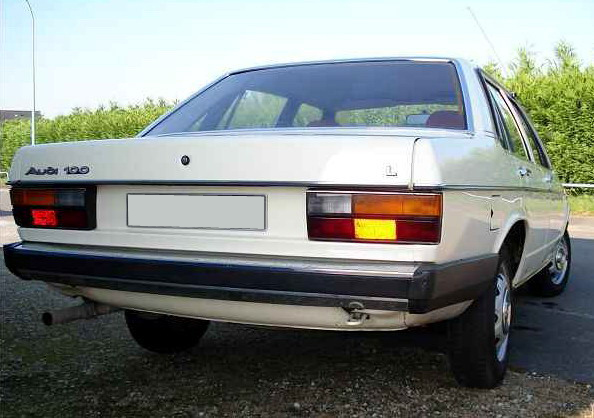
Heckansicht

### Ausgangslage und Zielsetzungen
Gegenüber dem Vorgänger, von dem in rund acht Jahren ca. 880.000 Exemplare gefertigt wurden, stellte der Audi 100 C2 eine völlige Neuentwicklung dar. Der erste Audi 100 C1 wurde vielfach als „Prokuristen-Mercedes“ wahrgenommen, der gefühlt noch unter dem „Strich-Achter“-Mercedes W 114/115 angesiedelt war und auch im Design noch stark an die Daimler-Linie erinnerte. Der neue Audi 100 C2 trat nun in der oberen Mittelklasse gegen den Mercedes W 123 und den 5er-BMW an.
Anders als sein Vorgänger, der für den europäischen Markt konzipiert worden war, sollte der neue Audi 100 eine weltweit einsetzbare Fahrzeugfamilie mit großer Variationsbreite werden, wie seine Entwickler ein wesentliches Entwicklungsziel umrissen. Denn inzwischen war auch das Potential des US-Markts für Audi relevant geworden. Wesentliche Elemente der Plattform des C2 sollten noch bis Ablösung durch den C5 Bestand haben.
Der neue Audi sollte neben dem Vorgängermodell auch den VW K 70 sowie den Typ 411 ersetzen und zusätzlich die Lücke füllen, die der Ro 80 hinterlassen würde – das Auslaufen des letzten NSU war für 1977 vorgesehen. Schließlich war die Baureihe konstruktiv bereits für den Einsatz von Hubkolbenmotoren und den neuen Wankelmotor KKM 871 entwickelt worden.
Zwei wichtige Entwicklungsziele betrafen ein geringes Fahrzeuggewicht und eine verbesserte passive Sicherheit: Der C2 war auf dem Höhepunkt der Energiekrise von 1973 konzipiert worden, damit wurde Effizienz stärker von den Entwicklern berücksichtigt. Mit dem konsequenten Leichtbau lag das Fahrzeuggewicht rund 200 kg unter dem von vergleichbaren Wettbewerbern. Dennoch konnte die passive Sicherheit und hier besonders das Deformationsverhalten bei Frontaufprall weiter verbessert werden: Mit dem Prinzip des autogenen Faltbeulens nach Timoschenko absorbierten die vorderen Längsträger Aufprallenergie beim Frontalcrash durch regelmäßige und plastische Verformung gemäß einem vorbestimmten Deformationsablauf. Ferner wurde eine Sicherheitslenksäule verbaut, die verhinderte, dass sich die Lenksäule in den Fahrgastraum schob. Gewährleistet wurde dies durch ein Ausklinkelement und eine verformbare Halterung der Lenkung. Ferner wurde das Lenkgetriebe hinter der Vorderachse platziert, um es bei einem Aufprall besser zu schützen.

### Design
Um 1972 herum entstanden erste Designstudien, die allerdings noch stark an den B1 erinnerten. Das Lastenheft des C2 wurde am 24. April 1974 verabschiedet. Das Exterieurdesign verantwortete Hartmut Warkuß, der für das Design zahlreicher Audi- und VW-Fahrzeuge bis in die 1990er Jahre verantwortlich zeichnete. Der C2 hatte eine monolithische Form, die mit ihren vielen graden Linien und scharfen Kanten einen kühlen, fast strengen Eindruck vermittelte. Mit dem Designmotiv der „Gegliederten Flächen“ sollten Greenhouse und Karosserieflächen geometrisch geordnet, Kanten akzentuiert und die Volumina sauberer gefasst werden. Die sogenannte „Toronado-Linie“, die die Seitenflanke unterteilt und den Schwerpunkt optisch tief erscheinen lässt, war ein Designelement des neuen Audi 100.
Die viertürigen Fahrzeuge bekamen wie der NSU Ro 80 hintere Dreieckfenster, die typisch für das Audi-Design wurden. Front- und Heckscheibe waren in die Karosserie geklebt. Das Verfahren war damals recht neu; einer der Vorteile ist, dass die Scheiben so zu karosseriestabilisierenden Elementen werden. Der gepfeilte Bug erlaubte eine bessere Unterbringung des Fünfzylindermotors, sorgte aber auch für bessere Strömungseigenschaften. Zum Herbst 1974 wurde das Design finalisiert. Anders als beim Vorgänger wurde kein Coupé angeboten, jedoch kam später der Schrägheck-Kombi „Audi 100 Avant“ auf den Markt. Ein Kombimodell war zwar in der Entwicklung, wurde aber letztlich nicht auf den Markt gebracht. Pläne, das Avant-Modell als Oberklasse-VW auf den Markt zu bringen, wurden 1975 schließlich verworfen.
Das Interieur entwarf Ro-80-Designer Claus Luthe, und die in den 1970ern moderne Farbpalette in gedeckten Braun-, Blau-, Orange- und Grüntönen wurde in Zusammenarbeit mit dem Münchener Architekten Paolo Nestler entwickelt. Dieser war auch dafür verantwortlich, dass anfangs kein kräftiges Rot lieferbar war („Rot schafft vermeidbare Aggressionsreize“). Grundgedanke war dabei, grelle Farbkontraste zu vermeiden und verstärkt auf naturähnliche Farbtöne zu setzen. Dabei wurden nicht nur die Bezugsstoffe farblich abgestimmt, sondern auch die Innenverkleidungen, das Armaturenbrett, die Bodenteppiche und sogar die Prallplatte des Lenkrads Ton in Ton gehalten.
Die über die ganze Innenraumbreite reichenden Luft-Ausströmer und die integrierte Klimaanlage gehen direkt auf den Wunsch Ferdinand Piëchs nach zugfreier Frischluft zurück: Dieses Konzept fand wesentlich später auch Einzug im VW Phaeton und wurde bei allen Audis der letzten Jahre letztlich ein prägendes Designmerkmal im Interieur.
Der C2 erzielte trotz seiner großzügigen Karosserie einen damals als klein geltenden Luftwiderstandsbeiwert von 0,36 beim Basismodell. Zusammen mit dem für diese Fahrzeugklasse geringen Leergewicht ergaben sich günstige Kraftstoffverbräuche und gute Fahrleistungen. Zusammenfassend lässt sich feststellen, dass sich Audi mit dem C2-Design sehr deutlich von den Mercedes-Anklängen des Vorgängers C1 abgesetzt hatte: Audi hatte nun seit der Wiedereinführung der Marke im Jahr 1965 mit der Aufnahme von Elementen aus dem NSU Ro 80 seinen eigenen Stil gefunden.

### Erprobung und Markteinführung
Nach Einsetzung von Ferdinand Piëch als Entwicklungschef wurde erstmals ein umfassendes Programm zur Kalt-/Heißlanderprobung aufgesetzt: Die Entwickler testeten damit Versuchsfahrzeuge des C2 unter Extrembedingungen, so zum Beispiel im winterlichen Nordschweden oder in der algerischen Wüste.
Der Journalist Rainer Günzler testete den C2 zum Marktstart in seinem TV-Autotest im ZDF auf Herz und Nieren.
Das Vorgängermodell C1 wurde für den US-Markt noch ein ganzes Jahr bis Sommer 1977 in Neckarsulm auf demselben Band wie der C2 gefertigt, weil für den US-Nachfolger, den Audi 5000, die Homologation mit der strengen US-Abgas- und Sicherheitsgesetzgebung noch nicht abgeschlossen war.

## Karosserievarianten
Zuerst erschien im August 1976 die viertürige Limousine. Ab Februar 1977 war auch die zweitürige Version lieferbar, wurde jedoch mit knapp 2 % des Absatzes sehr wenig nachgefragt. Im September 1977 erschien der Avant mit Schrägheck und großer Heckklappe, der etwas kürzer als die Limousine ist. Dessen Heckpartie ähnelt der des VW Passat der ersten und zweiten Serie.

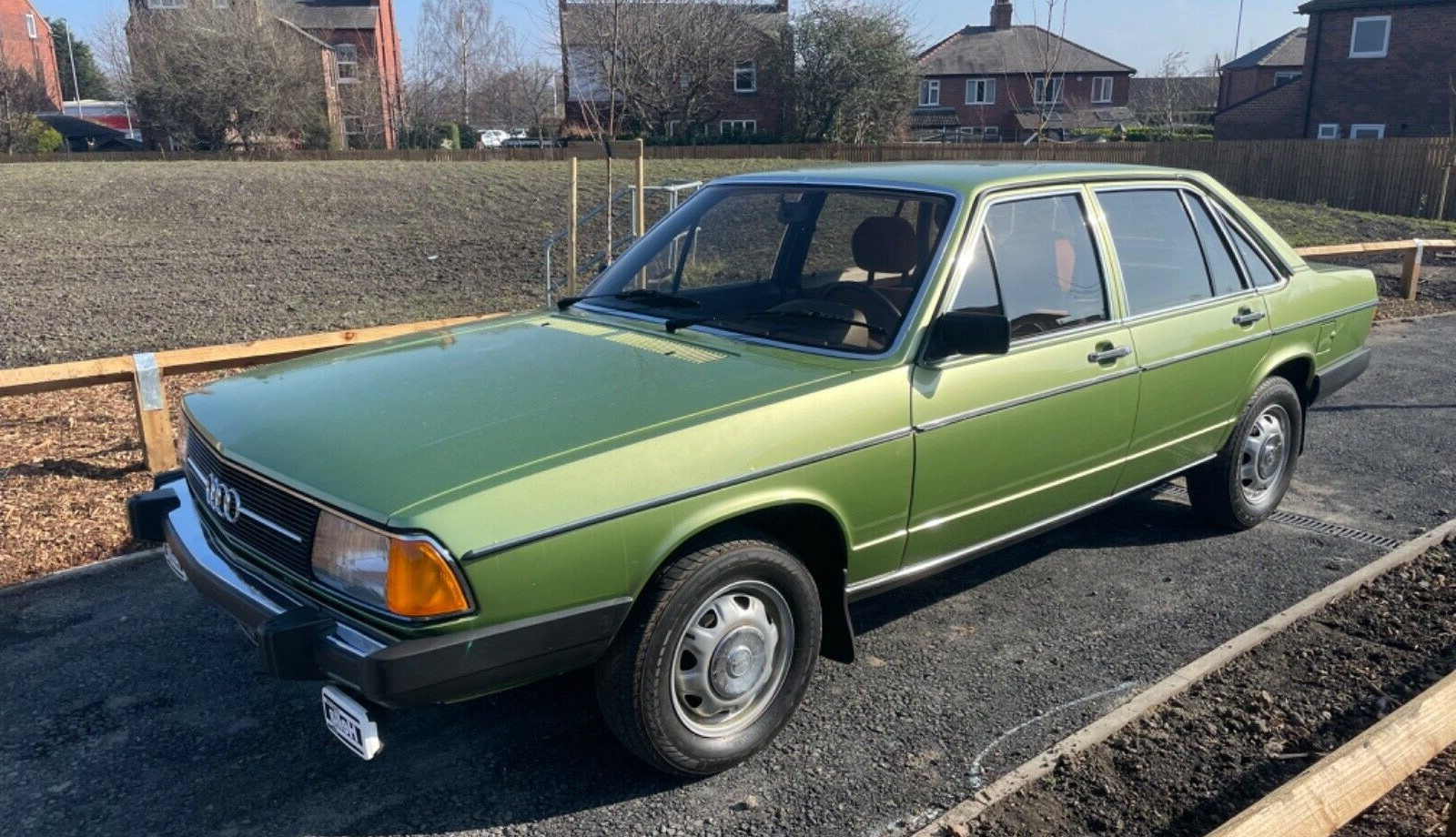
Audi 100 GLS (1976-1978)
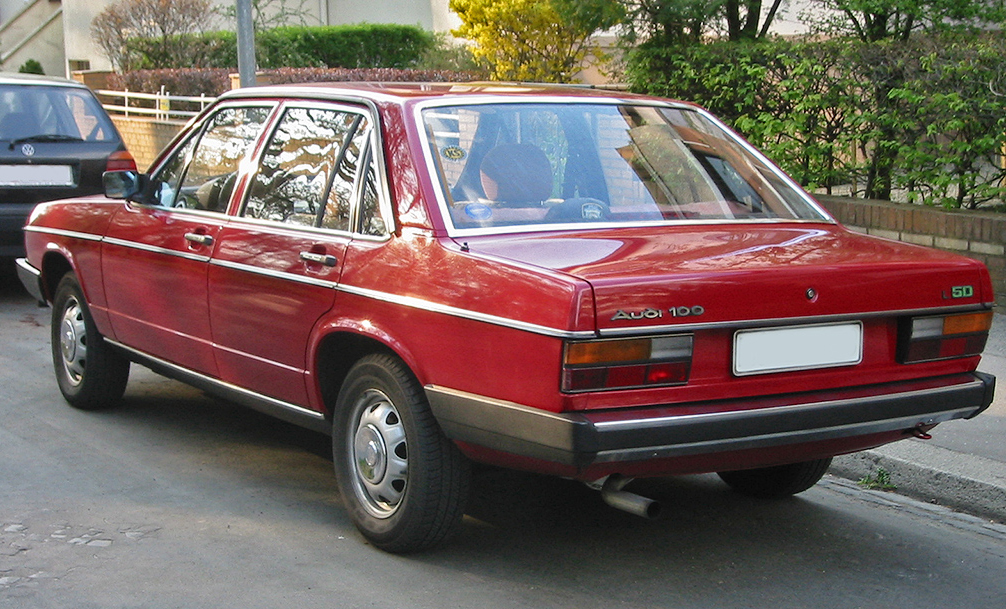
Audi 100 5D (1978-1979)
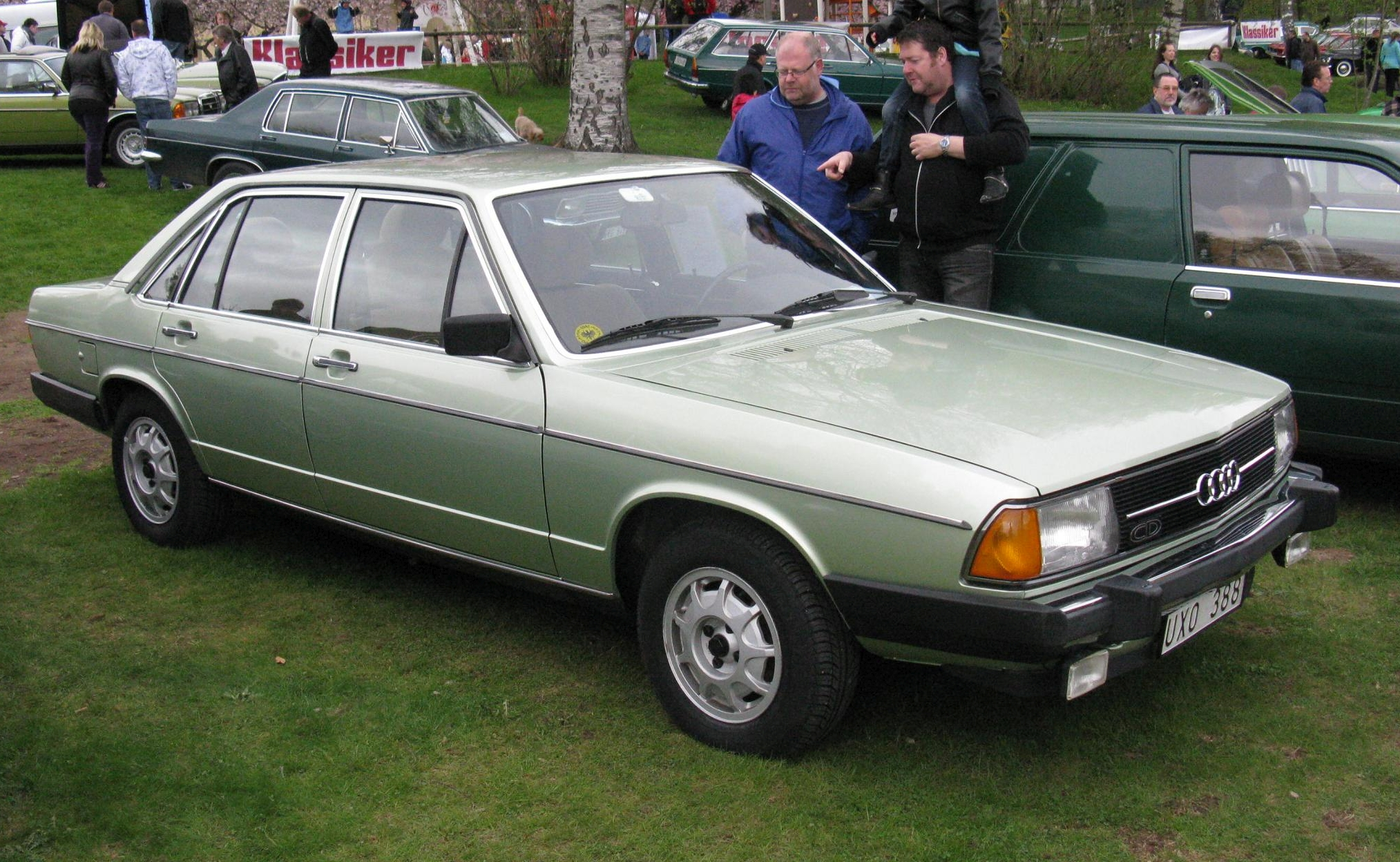
Audi 100 CD 5E (1978–1979)
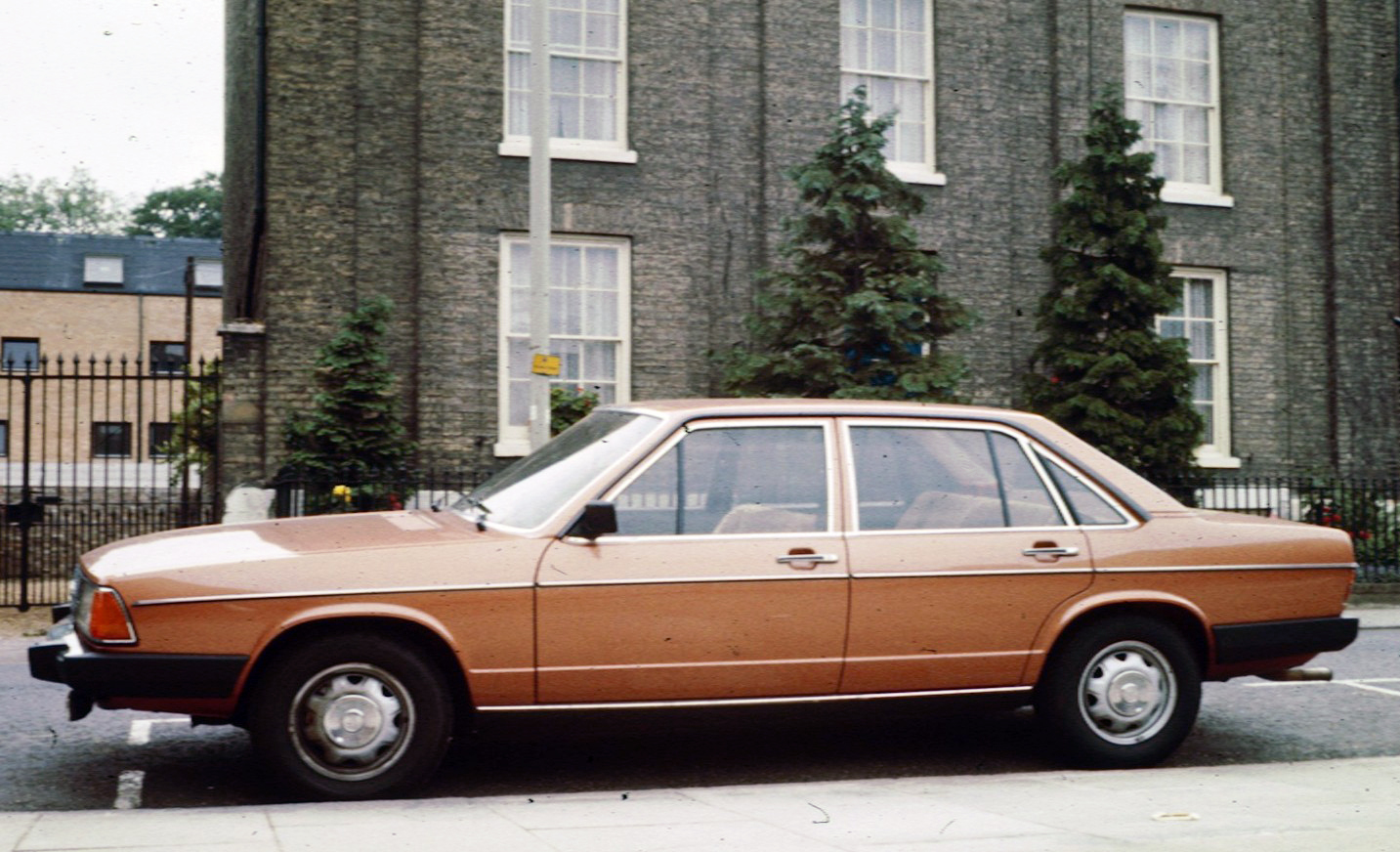
Audi 100 GL (1976–1979)
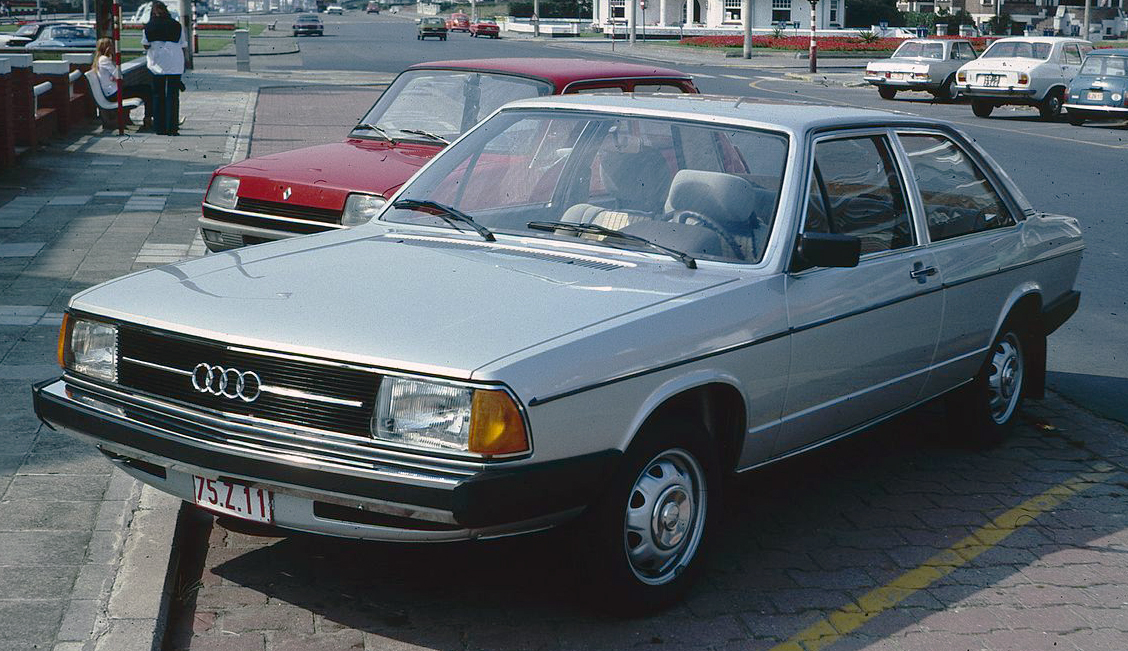
Audi 100 Zweitürer (1977–1979)
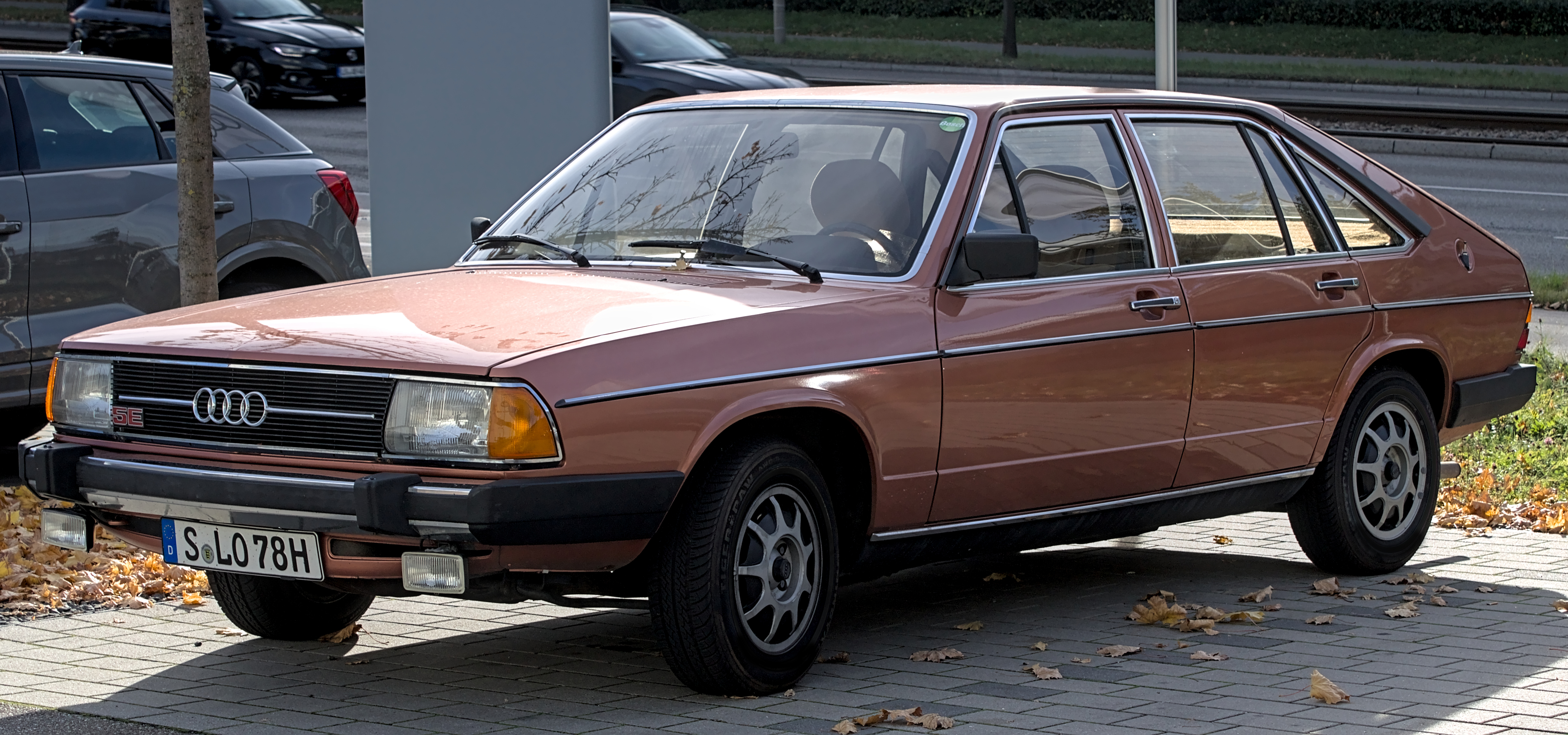
Audi 100 Avant (1977–1979)
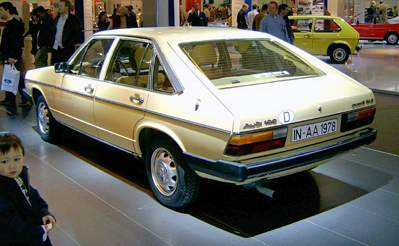
Heckansicht
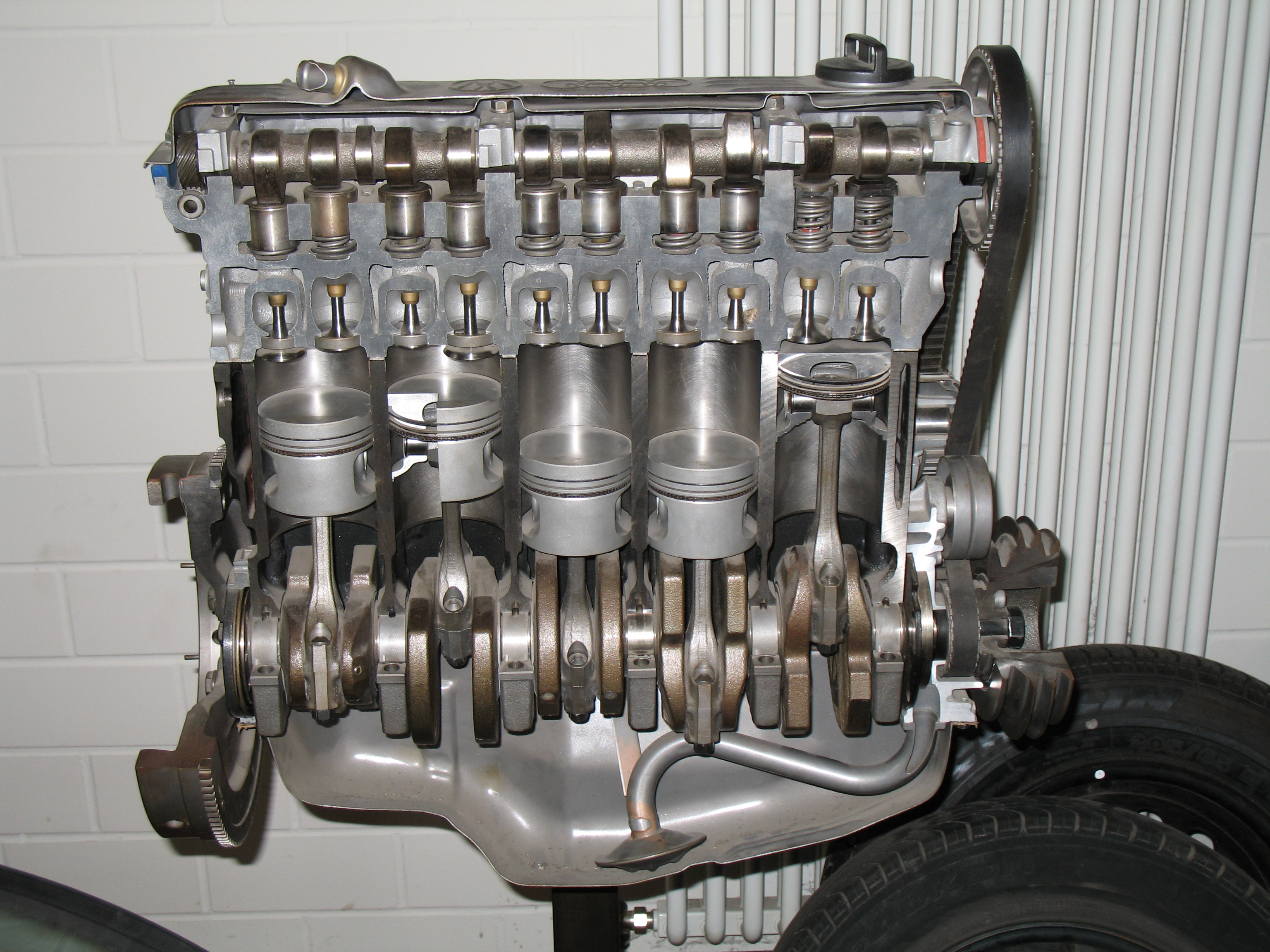
5-Zylinder EA828

## Technik und Innovation

### Fahrwerk und Fahrsicherheit
Die Vorderachskonstruktion des C2 besteht aus einem U-förmigen Aggregateträger aus geschweißtem Stahlblech, der mit den Querlenkern und Querstabilisator verbunden war. Als Novum gegenüber dem Vorgänger C1 wurden MacPherson-Federbeine verwendet. Die im Vergleich zur B-Reihe stärkeren Federbeine und Antriebswellen wurden 1980 an Vorder- und Hinterradaufhängung (hier allerdings modifiziert und um 180 Grad gedreht) im allradgetriebenen Audi quattro eingesetzt. Der spurstabilisierende Lenkrollradius an der Vorderachse – eine Innovation, die beim B1 erstmals in Großserie eingeführt wurde – verbesserte Fahrsicherheit und Lenkbarkeit erheblich, indem er ein Ausbrechen oder Schleudern des Fahrzeugs beim Bremsen oder auf unebenem Untergrund weitgehend verhinderte.
Die Hinterachse des Audi 100 C2 war weiterhin eine Torsionskurbelachse, nun jedoch mit einem hinter der Achse quergelegten Panhardstab (zuvor diagonal verlaufend). Die Schraubenfedern befanden sich vor der Hinterachse, während die Stoßdämpfer senkrecht darauf angeordnet waren. Diese Aufhängung sollte längselastischer sein und ein sanfteres Abrollen ermöglichen. Zusammen mit den Federbeinen der Vorderachse sorgte die Konstruktion für sicheren Geradeauslauf ohne ständige Lenkkorrekturen.
Das Diagonal-Zweikreis-Bremssystem war ein weiterer Sicherheitsfortschritt: Es bremste jeweils ein Rad an der Vorder- und diagonal versetzt an der Hinterachse. Bei Ausfall eines Bremskreises blieb das Fahrzeug über den zweiten Kreis bremsfähig, wenn auch mit nur 50 % Wirkung.

### Karosserie und Leichtbau
Die Leichtbauweise des C2 sparte deutlich Gewicht ein, was die Fahrleistungen verbesserte. Die verwindungssteife, computerberechnete Karosserie bot hohe passive Sicherheit: Intelligente Längsträger absorbierten Verformungsenergie bei Frontalcrashs durch gezieltes Zusammenfalten (Ziehharmonika-Prinzip). Der Seitenaufprallschutz wurde durch große Zwischenräume zwischen Außen- und Innenblech an Türen und Seitenteilen optimiert. Eine Sicherheitslenksäule mit Ausklinkelement und verformbarer Halterung sowie ein hinter der Vorderachse platziertes Lenkgetriebe schützten den Fahrgastraum. Das Armaturenbrett aus flexiblem Material und ein gepolsterter Innenraum erhöhten die Sicherheit zusätzlich.
Der Kofferraum mit 642 Litern – ein Spitzenwert in der Klasse – wurde durch den unter der Rücksitzbank platzierten Tank ermöglicht. Ab 1977 glich eine optionale Niveauregulierung per Öldruck das Einfedern bei schwerer Beladung aus. Die Übersichtlichkeit profitierte vom kantigen Design, das dem Fahrer klare Sicht nach vorne und hinten bot. Mit bequemen Velourssitzen aus Vollschaum vorn und hinten, gutem Seitenhalt sowie großzügiger Kopf- und Beinfreiheit bot der C2 hohen Langstreckenkomfort. Ab Modelljahr 1978 war eine voll integrierte Klimaanlage für 2.700 DM verfügbar, zunächst nur für die Motorcodes WA und WC, sowie ein Tempomat.

### Motorisierung

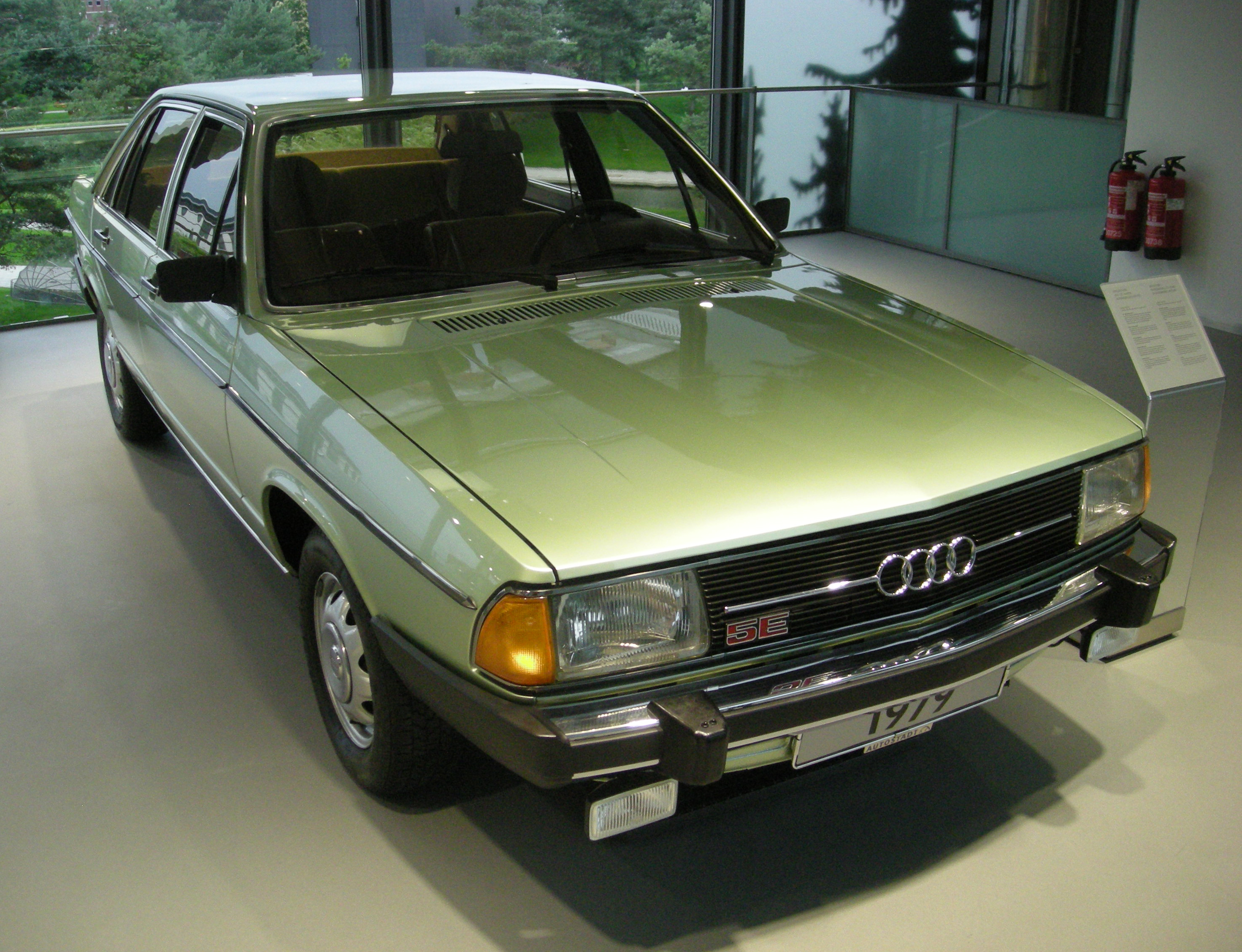
Audi 100 5E in der VW-Autostadt

Im August 1976 wurde der Audi 100 C2 zunächst als viertürige Limousine in drei Ausstattungsvarianten (Grundmodell ohne Kürzel, L und GL) und mit zwei Motoren eingeführt: dem EA-827-Vierzylindermotor mit 63 kW (85 PS) – bereits 1972 im Audi 80 verwendet – und dem größeren EA-831-Vierzylindermotor mit 85 kW (115 PS).
Erst im April 1977 sorgte der EA 828-Fünfzylindermotor für Aufsehen. Der Audi 100 5E mit 2,1 Litern Hubraum und mechanischer Bosch-K-Jetronic-Benzineinspritzung leistete 100 kW (136 PS) und kombinierte die Laufruhe eines Sechszylinders mit der Wirtschaftlichkeit eines Vierzylinders. Entwickelt unter Ferdinand Piëch, markierte dieser Motor den Beginn eines Fünfzylinder-Booms bei Audi. Die Idee war, die Mittelklassewagen von Mercedes und BMW leistungstechnisch einzuholen, ohne auf einen Sechszylindermotor zurückzugreifen, der bei Frontantrieb zu kopflastig gewesen wäre und einen größeren Überhang oder eine aufwändige Queranordnung erfordert hätte. Stattdessen wurde dem bewährten Vierzylinder ein Zylinder hinzugefügt, was neue Herausforderungen wie Massenkräfte und Schwingungen mit sich brachte. Diese wurden durch eine steife Einheit aus Motor, Getriebe und Differential sowie durch Ausgleichsmaßnahmen (vergleichbar mit dem Taumeleffekt beim Eiskunstlauf) gemeistert. Die Motorpresse lobte die beachtliche Laufruhe, hohe Leistung, niedrigen Verbrauch sowie die rationelle Produktion und einfache Wartung.
Im April 1978 ersetzte die Vergaser-Version Audi 100 5S mit 85 kW (115 PS) den gleichstarken EA-831-Vierzylinder (Kennbuchstabe WA), der bis August 1978 parallel erhältlich blieb. Der WA-Motor wurde zudem im VW LT, Porsche 924 und AMC Gremlin eingesetzt, lief jedoch rauer. Für die Fünfzylindermotoren war ab Modelljahr 1980 optional ein 5-Gang-Getriebe verfügbar, wobei der fünfte Gang als Schongang konzipiert war; die Höchstgeschwindigkeit wurde (außer mit Dieselmotor) im 4. Gang erreicht. Für den japanischen Markt (JDM) wurde der 5E mit Katalysator gedrosselt; in Australien hieß er schlicht Audi 5E.
Daimler-Benz hatte bereits 1974 einen Fünfzylinder-Dieselmotor (OM617) im Mercedes 240 D 3.0 vorgestellt, entwickelt von Piëch während seiner Zeit bei einem Ingenieurbüro in Stuttgart nach seinem Ausscheiden bei Porsche.

### Dieselmodelle
Im Oktober 1978 wurde der Audi 100 5D mit einem 51 kW (70 PS) starken 2-l-Fünfzylinder-Dieselmotor auf dem Salon de l’Automobil in Paris vorgestellt, der auf den Ottomotoren basierte. Im Vorfeld der Präsentation wurde eine medienwirksam angelegte „Weltfahrt“ durchgeführt. Bei der Durchquerung verschiedener Kontinente wurden rund 30.000 km zurückgelegt, um die Zuverlässigkeit des ersten Dieselmodells von Audi zu belegen.
Das Dieselmodell war an der Fahrzeugunterseite zur besseren Geräuschdämmung gekapselt, an der Innenseite der Motorhaube war eine schallabsorbierende Isolierung aufgebracht. Durch den Zahnriemenantrieb erzeugte das Dieselaggregat wesentlich weniger Geräusche als etwa der vergleichbare OM617 im Mercedes-Benz 123. Diesel-Fahrzeuge bekamen, genau wie die 5E-Modelle oder auch Fahrzeuge mit Klimaanlage, eine dezente Frontspoiler-Lippe. Der Fünfzylinder-Saugmotor mit zwei Liter Hubraum leistet 51 kW (70 PS) und 123 Newtonmeter Drehmoment. Der Grundpreis für den „5D“ lag rund 1.000 DM über dem des „5E“ und im ersten Jahr der Einführung war der Diesel noch nicht als Automatik-Variante lieferbar.
Ab 1981 gab es den Motor exklusiv für den US-Markt mit Turboaufladung und 64 kW (87 PS) Leistung sowie 172 Newtonmeter Drehmoment. Im C3 war dieser Motor dann bis 1987 unverändert auch in Deutschland verfügbar.

### Wankel-Prototypen
Die Idee, den Audi 100 mit Wankelmotor anzubieten, womit der NSU Ro 80 einen Nachfolger im Audi-Programm bekommen hätte, wurde 1977 nach einem umfassenden Flottenversuch mit dem ca. 132 kW (180 PS) starken neuentwickelten Motor vom Typ KKM 871 (Kreiskolbenmotor) verworfen. Zwischen 1976 und 1978 wurde der KKM 871 in einer internationalen Demonstrationskampagne vorgestellt, bei der 20 Prototypen des Audi 100 mit diesem Motor ausgestattet wurden. Die Fahrzeuge wurden in Europa, den USA und Japan präsentiert, um potenzielle Lizenznehmer wie General Motors und Citroën zu überzeugen. Trotz positiver Rückmeldungen zu Verbrauch und Laufruhe blieben die hohen Herstellungskosten und die Skepsis gegenüber der Wankeltechnologie entscheidende Hindernisse.
Die Rentabilität einer solchen Motorisierung war durch geringe Stückzahlen fraglich. Um das Aggregat auf dem US-Markt anbieten zu können, wäre eine kostspielige Abgasnachbehandlung erforderlich gewesen. Angesichts der Ölkrise waren zudem die Verbräuche im Vergleich zu vergleichbaren Hubkolbenmotoren zu hoch, eine Ableitung einer sparsamen Dieselversion technisch jedoch nicht möglich. Damit blieb der Ro 80 ohne Nachfolger – stattdessen wurde der Funfzylinder-Einspritzer EA 828 mit einem Abgasturbolader bestückt, der genau wie das projektierte Wankelaggregat 170 PS leistete.

## Modellpflege

### Einführung Avant zur IAA 1977
Die Avant-Modelle des C2 debütierte im September 1977 auf der IAA, als Schrägheck-Kombilimousine. Die Ingolstädter Presseabteilung nannte ihn „Fließheck“ und betonte den „progressiven Charakter“ dieser Kaosserievariente, dabei boten Renault mit dem R30 oder auch Rover mit dem SD1 ähnliche Konzepte. Der Avant bot 433 bis 1113 Liter Kofferraumvolumen und ein innovatives Extra: Einen Skisack hinter der Mittelarmlehne. Der Aufpreis zur Stufenheck-Limousine betrug 595 Mark, die Basisvariante wurde jedoch nicht als Avant-Modell angeboten.

### CD-Version
Im August 1978 erschien die üppig ausgestattete CD-Version des Audi 100 C2. Zu den serienmäßigen Komfortmerkmalen zählten ein höhenverstellbarer Fahrersitz, Dreipunkt-Automatikgurte sowie Kopfstützen auch im Fond, eine pneumatische Zentralverriegelung, vier elektrische Fensterheber, von innen verstellbare Außenspiegel, mehrere Zigarettenanzünder und zwei sogenannte „Ruhekissen“ im Fond. Die serienmäßige Servolenkung wies mit steigender Fahrgeschwindigkeit einen zunehmenden Lenkwiderstand auf, um die Gefahr des „Verreißens“ bei hohen Geschwindigkeiten zu minimieren. 
Aufpreispflichtig waren ein manuelles oder auch elektrisches Schiebedach, eine Klimaanlage, ein Tempomat und eine hydropneumatische Niveauregulierung für die Hinterachse erhältlich. Die CD-Version war ausschließlich in gedeckten Metallic-Tönen mit grüner Colorverglasung und Leichtmetallrädern lieferbar. Gleichzeitig entfiel der 2,0-Liter-Vierzylindermotor aus dem Sortiment. Die CD-Version war ausschließlich mit den Fünfzylinder-Aggregaten verfügbar, auch dem 70-PS-Selbstzünder, dem Fünfzylinder-Diesel 5D. Im Grunde entsprach das CD-Modell in etwa genau dem Audi 5000 S, der zeitgleich für den US-Markt verfügbar wurde.

### Überarbeitung zur IAA 1979
Zur IAA im August 1979 wurde der Audi 100 parallel zur Einführung des Audi 200 leicht überarbeitet. Äußerliche Änderungen umfassten neue Scheinwerfer mit weißen Blinkleuchten, verbreiterte Rückleuchten und Stoßfänger, die in die Seitenteile hineingezogen waren. Im Innenraum kamen wertiger wirkende Materialien zum Einsatz. Ende 1979 erschien die luxuriöse Variante Audi 200 C2, die auf dem Audi 100 CD basierte. Sie war mit einem 100 kW (136 PS) starken Einspritzmotor (Audi 200 5E) und als Turbo-Version mit 125 kW (170 PS) als Audi 200 5T erhältlich. Der Audi 200 markierte Audis ersten Vorstoß in die Oberklasse.
Zum August 1980 wurde der 1,9-Liter-Fünfzylindermotor (Audi 100 5) mit Keihin-Vergaser eingeführt, der kurz zuvor für das Audi Coupé B2 neu entwickelt worden war. Mit 100 PS war er der kleinste Fünfzylinder im Programm und wurde in nur 11.635 Einheiten (davon 615 Avant) gefertigt. In Italien war er auch mit der CD-Ausstattung kombinierbar, um die dortige Luxussteuer für Motoren über 2,0 Litern Hubraum zu umgehen.
Zur IAA 1981 folgte eine kleine Modellpflege mit einer neuen Ausstattungsgliederung für alle Audi 100: C, CL, GL, CS und CD. Ab November 1981 war der Dieselmotor in den USA mit Abgasturbolader und 87 PS erhältlich. Die CS-Version setzte auf Sportlichkeit mit Frontspoiler und Leichtmetallrädern und ähnelte in vielen Details dem Audi 200, während die Energiesparversion Formel E jedoch auf eine reichhaltige Grundausstattung verzichtete und die Technik des Audi 100 beibehielt. Der CS erhielt ein neues Vierspeichen-Lenkrad, eine bequemere Mittelkonsole, neue Alufelgen („Waffeleisen-Design“), eine breite Frontspoilerlippe und im Innenraum Tweed-Sitzbezüge.

### Verbrauchsoptimierung und Formel E
Alle Audi 100 erhielten 1981 zum Teil innovative Maßnahmen zur Kraftstoffeinsparung. Anstelle der damals noch verbreiteten kontaktgesteuerten Unterbrecherzündung gab es eine Transistorspulenzündung. Durch den drehzahlunabhängig kräftigen Zündfunken stets exakt im vorgesehenen Zündzeitpunkt verbesserte sich der Verbrennungsablauf und damit die Kraftstoffausnutzung. Durch besonders enge Toleranzen im Kurbeltrieb (vergleichbar mit Dieselmotoren) wurde in der Serienproduktion eine äußerste Annäherung an das vorgesehene Verdichtungsverhältnis angestrebt. Eine elektrische Gemischvorwärmung im Saugrohr verbesserte die Gemischaufbereitung während des Warmlaufens deutlich, sodass der Kraftstoffverbrauch in diesem Betriebszustand um 30 Prozent gesenkt werden konnte. Eine Leuchtdiode ließ einen Pfeil aufleuchten, wenn mit unnötig hoher Drehzahl gefahren wurde und es sich zur Kraftstoffeinsparung anbot, in den nächsthöheren Gang zu schalten. Das Aufleuchten des Pfeils wurde aus Motordrehzahl und anliegendem Unterdruck im Vergaser errechnet und reagierte um 1 Sekunde verzögert, um hektisches Blinken zu vermeiden. Bei nicht betriebswarmem Motor und im Schubbetrieb blieb die Leuchte stets ausgeschaltet. Zudem gab es eine Anzeige für den Kraftstoffmomentanverbrauch.
Darüber hinaus gab es ab 1981 das Formel-E-Paket, das zusätzliche Maßnahmen zur Kraftstoffeinsparung beinhaltete: Ein Stopp-Start-System, ein Getriebe mit einem fünften Gang, der auf relativ niedrige Drehzahlen bei höheren Geschwindigkeiten ausgelegt ist, sowie ein Bugspoiler, um Auftrieb bei höheren Geschwindigkeiten entgegenzuwirken. Das Formel-E-Paket war nur mit dem 1,6 l 4-Zylinder-Motor mit 85 PS bestellbar.

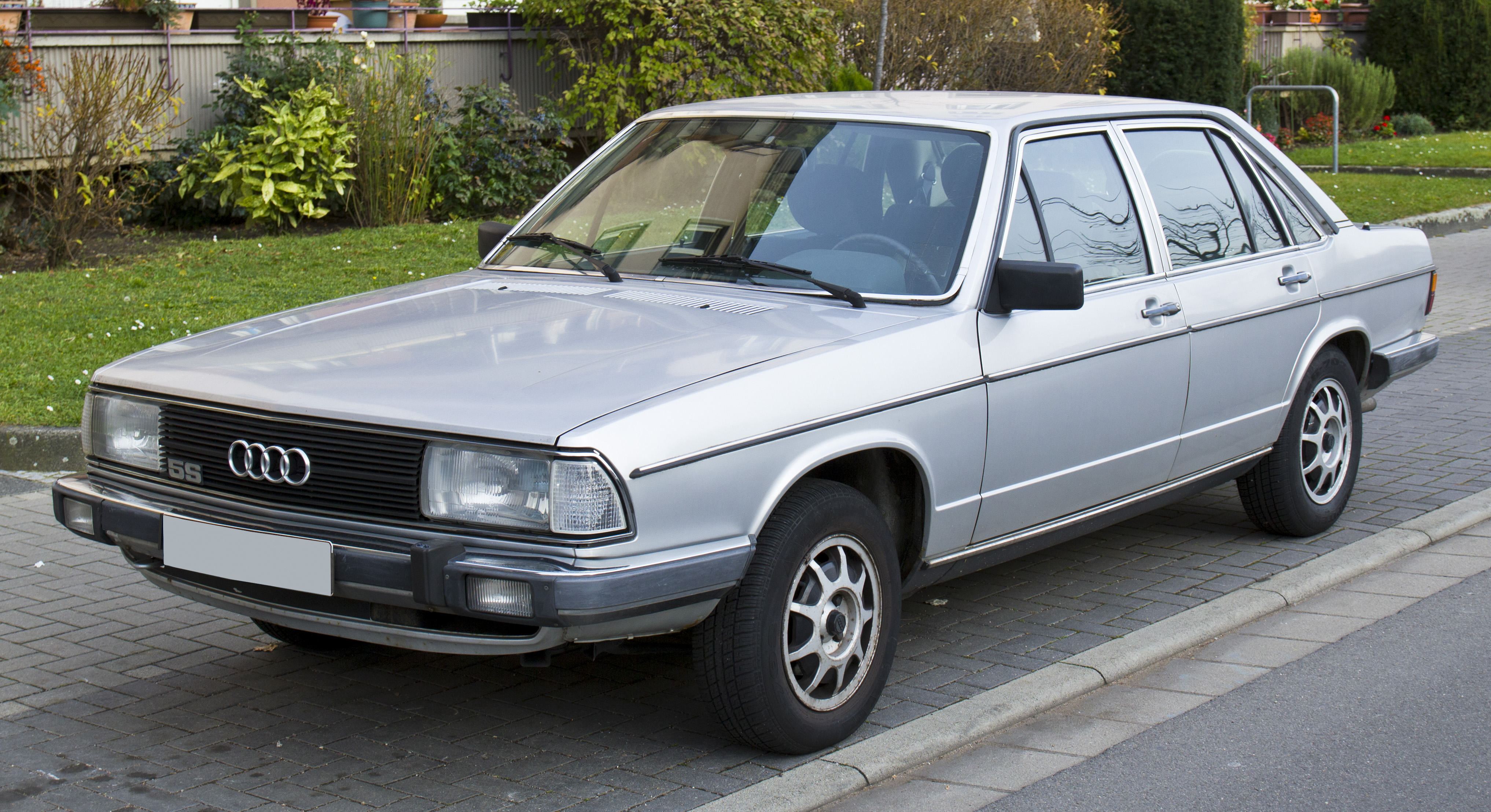
Audi 100 (1979–1982)
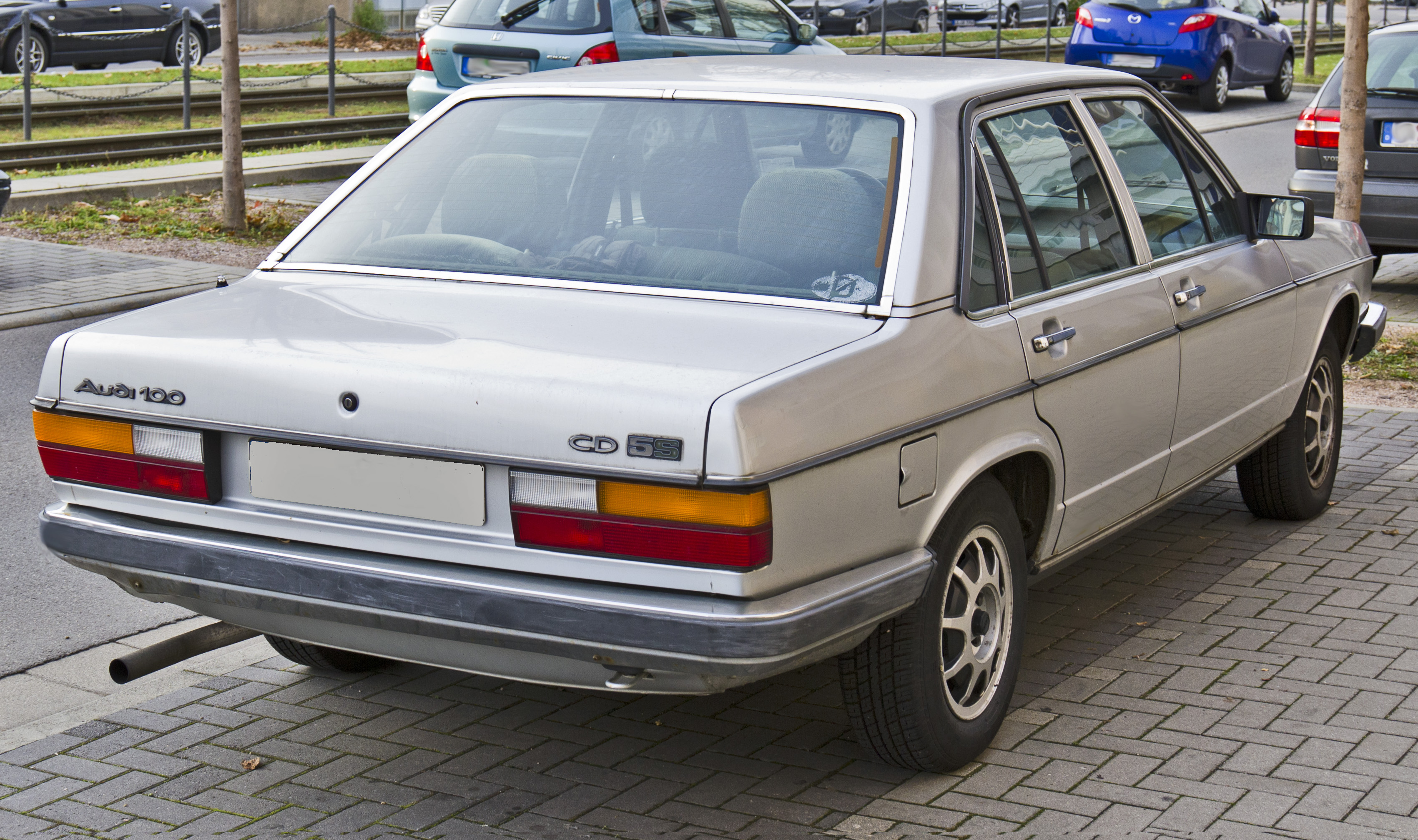
Audi 100 CD 5S, Heckansicht
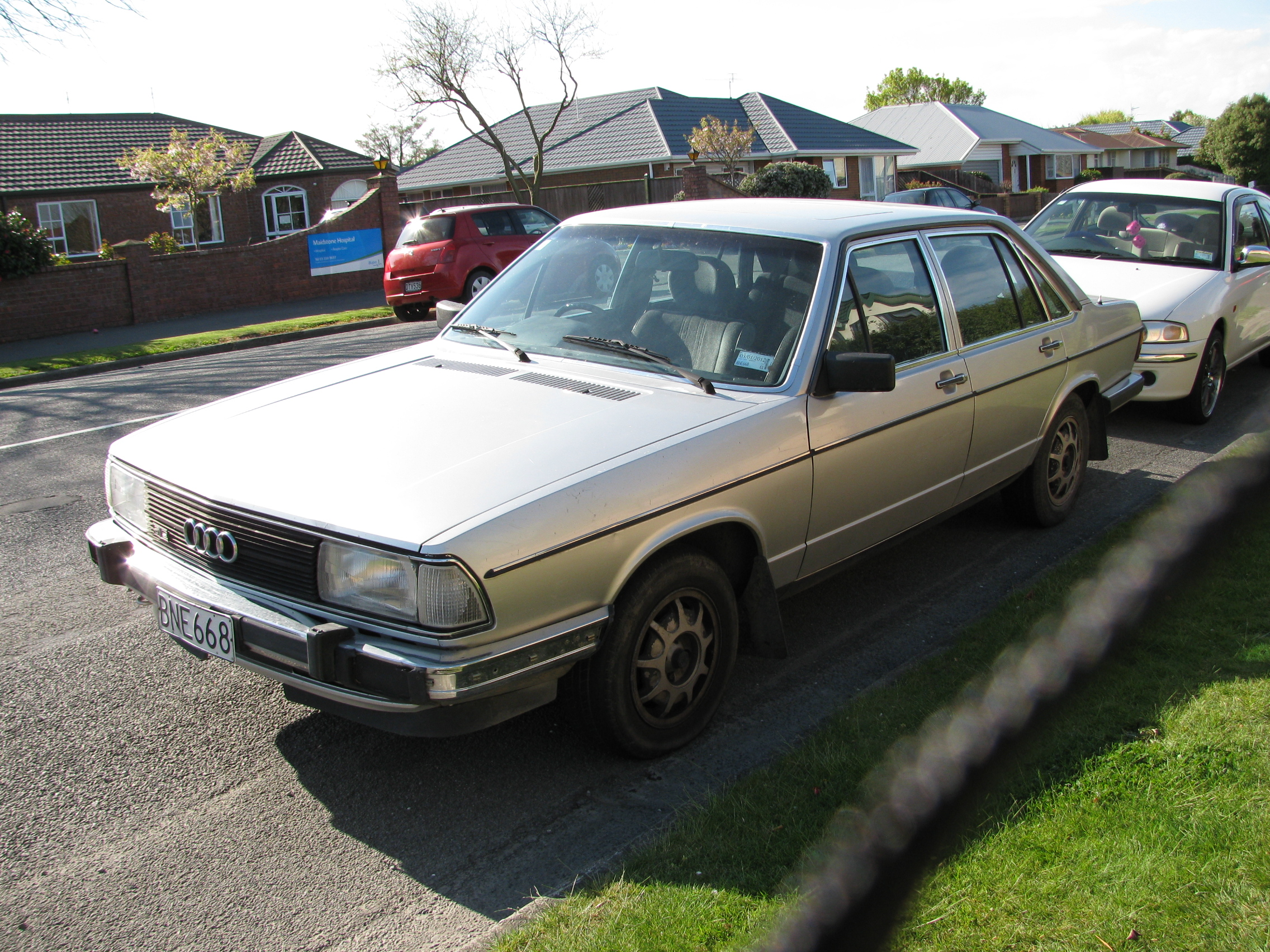
Audi 100 CD 5E
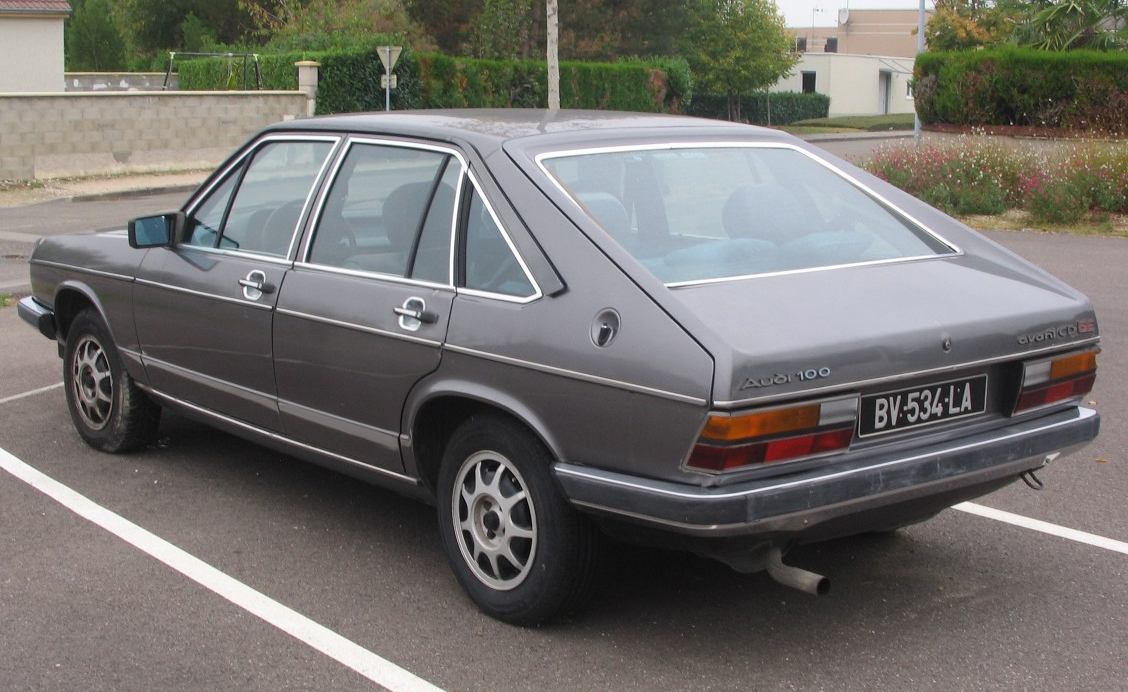
Audi 100 Avant CD 5E, Heckansicht
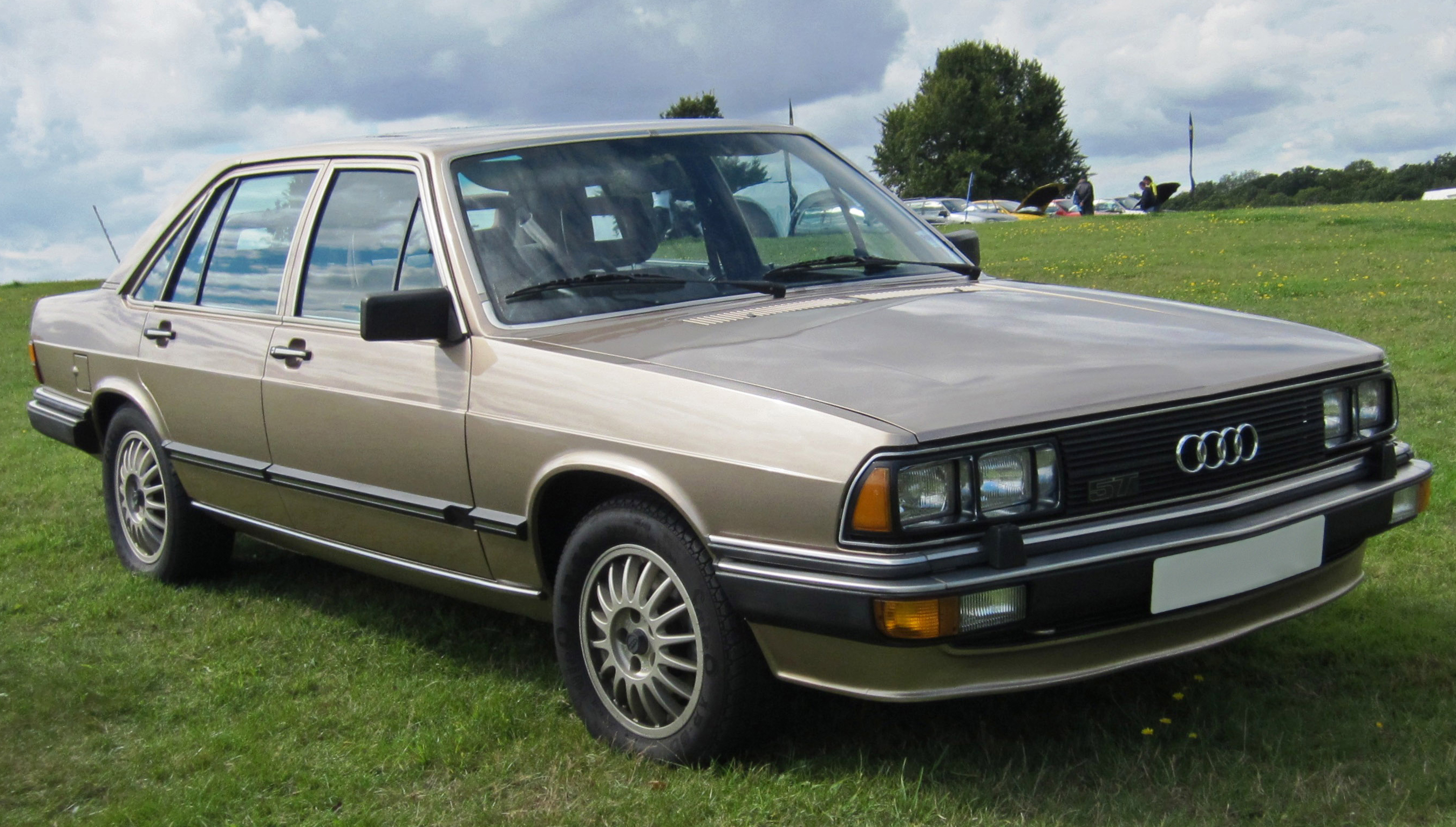
Audi 200 5T (1979–1982)
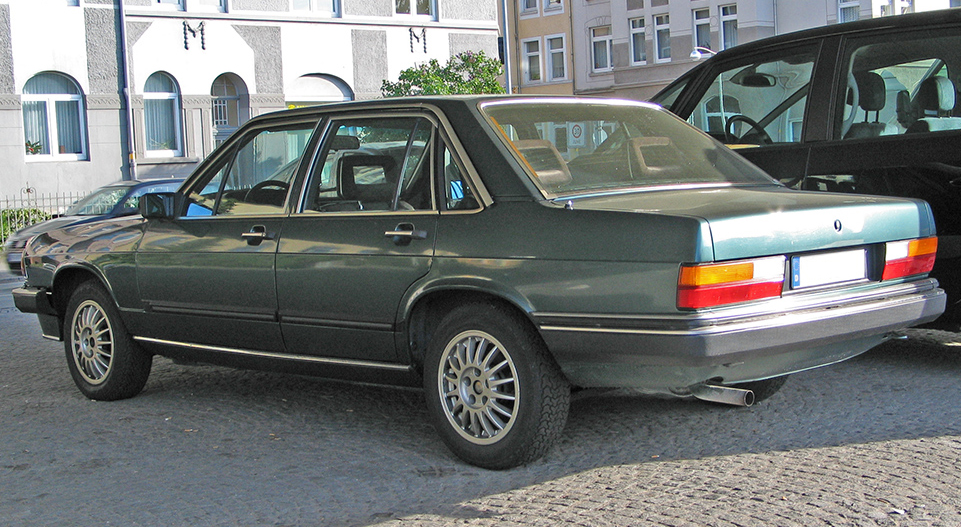
Audi 200, Heckansicht (1979–1982)

## Sondervarianten

### Einsatzfahrzeuge
Auf Wunsch gab es Sondervarianten ab Werk, so zum Beispiel war gegen Aufpreis von rund 790,– DM ein Taxipaket verfügbar, mit spezieller Ausrüstung für den kommerziellen Fahrgastbetrieb. Insbesondere seit im Modelljahr 1979 die Dieselvariante 5D verfügbar war, versuchte Audi einen Vorstoß in das Taxisegment, um hier Marktanteile, vor allem von Mercedes, zu erobern.
Darüber gab es Varianten als Einsatzfahrzeug für verschiedene Einsatzbereiche: Entweder für Feuerwehren (verfügbar mit Sonderlack RAL 3000) als auch für den Polizeibetrieb. Hier wurde der C2 von zahlreichen Bundesländern beschafft, vor allem für die Einheiten der Autobahnpolizei (Schleswig-Holstein, Bayern und Niedersachsen). Dabei kam das Basisfahrzeug mit der starken 5E-Maschine zum Einsatz.

### US-Version
In den USA wurde der Audi 100 C2 von August 1977 bis Juli 1983 unter der Bezeichnung Audi 5000 angeboten. Generell waren diese Modelle besser ausgestattet, zum Beispiel mit Ledersitzen und Klimaanlage, die in Europa selten eingebaut waren.
Es gab das Basismodell Audi 5000 und seit August 1978 ein höherwertige Modell, den Audi 5000 S. Ab Januar 1979 folgten Dieselmodelle und mit dem Facelift zum Modelljahr 1980, der Audi 5000 Turbo. Im August 1983 wurde der C2 vom C3 in den USA abgelöst, also ein Modelljahr später als in Europa.

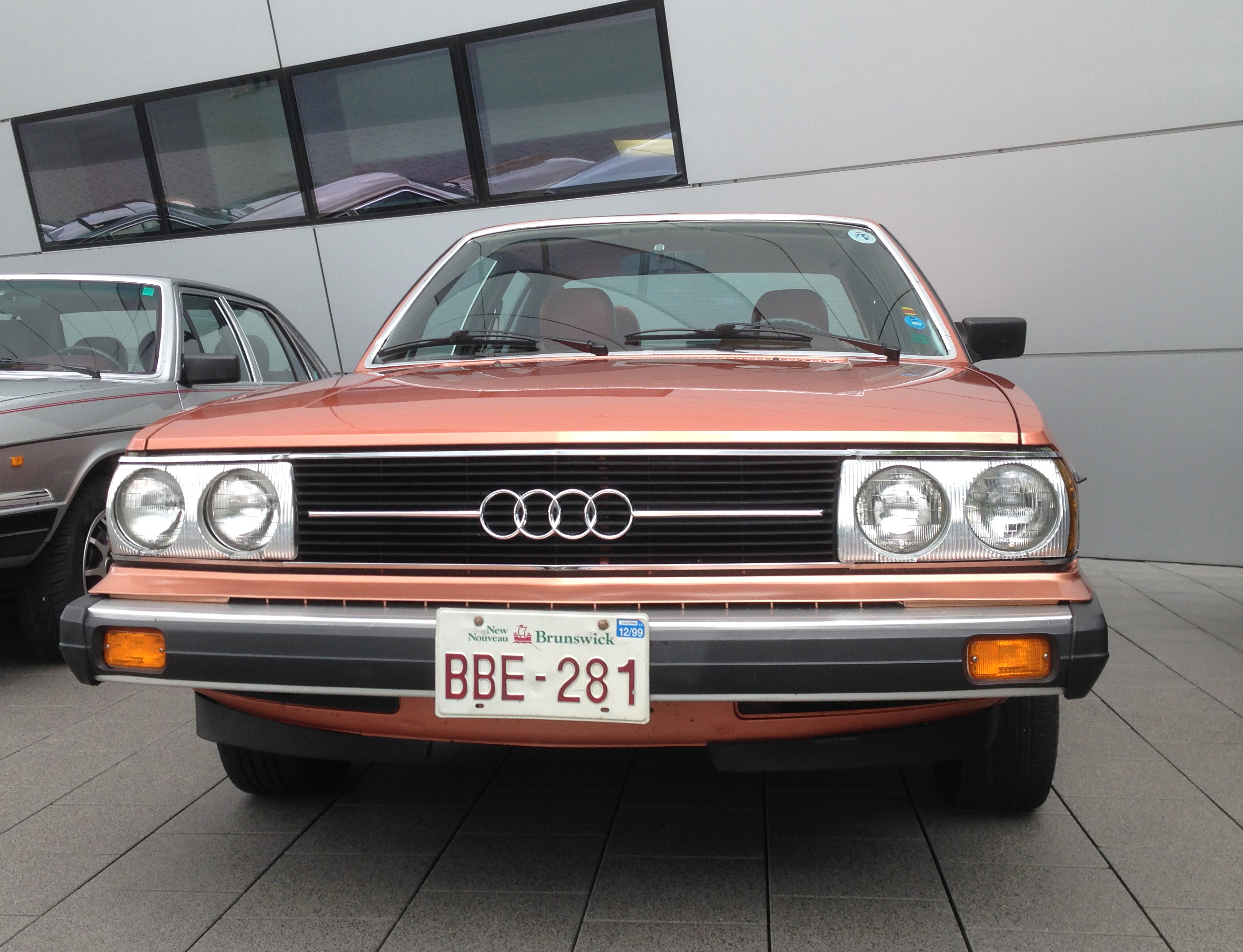
Audi 5000 (1978–1980)
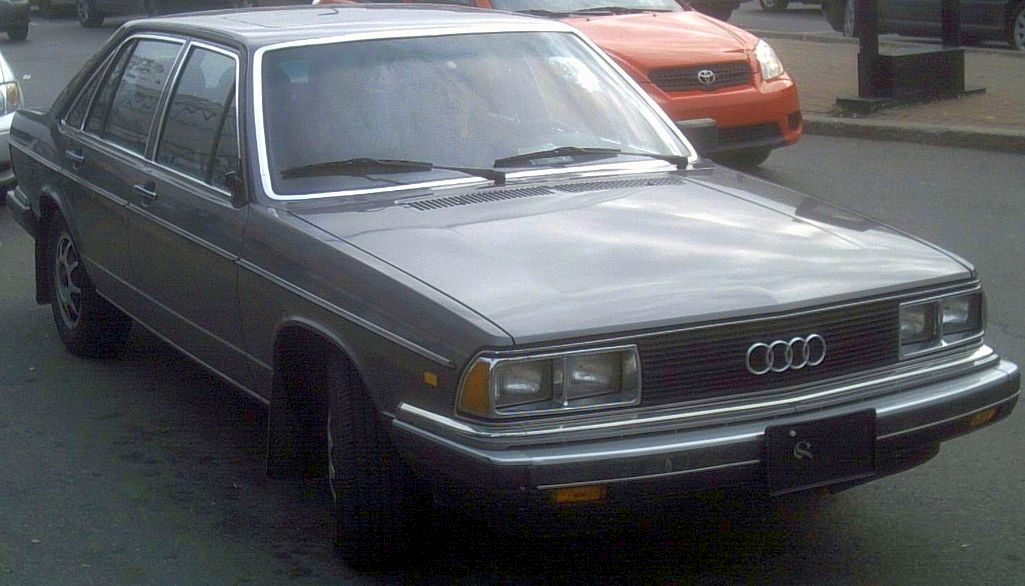
Audi 5000 (1980–1983)

## Ausstattungs- und Motorvarianten

### Europa
1976–1977
- Audi 100; Grundausstattung (YV)* **
- Audi 100 L; gehobene Ausstattung (YV)**
- Audi 100 GL; beste Ausstattung (YV)

1976–1978
- Audi 100 S; Grundausstattung (WA)* **
- Audi 100 LS; gehobene Ausstattung (WA)
- Audi 100 GLS; beste Ausstattung (WA)

1977–1978
- Audi 100; Grundausstattung (YV, WC)* **
- Audi 100 L (5E); gehobene Ausstattung (YV, WC)**
- Audi 100 GL (5E); beste Ausstattung (YV, WC)

1978–1981
- Audi 100 (5E, 5S); Grundausstattung (YV, WC, WB)* **
- Audi 100 L (5E, 5S, 5D); gehobene Ausstattung (YV, WC, WB, CN)**
- Audi 100 GL (5E, 5S, 5D); beste Ausstattung (YV, WC, WB, CN)
- Audi 100 CD (5E, 5S, 5D); Luxusausstattung (WC, WB, CN)

1981–1982
- Audi 100 C (5E, 5S, 5D, 5); Sparversion, (YV, WC, WB, CN, WH)* **
- Audi 100 CL (5E, 5S, 5D, 5); Grundausstattung, (YV, WC, WB, CN, WH, DE)**
- Audi 100 GL (5E, 5S, 5D, 5); gehobene Ausstattung, (YV, WC, WB, CN, WH, DE)
- Audi 100 CD (5E, 5S, 5D, 5); Luxusausstattung, (WC, WB, CN, WH)
- Audi 100 CS (5E, 5S, 5D); sportliche Ausstattung (YV, WC, WB, CN)*
- Audi 100 Formel E; Ausstattung entspricht Audi 100 L bzw. CL, verbrauchsoptimiert, (YV)*
- Audi 100 Formel E; Ausstattung entspricht Audi 100 GL, verbrauchsoptimiert, (YV)*

(*) nicht als Avant erhältlich
(**) auch mit zwei Türen erhältlich

### Südafrika
1977–1981
- Audi 100 LS; Grundausstattung (YV)
- Audi 100 GL; gehobene Ausstattung (WA), bis 1978
- Audi 100 GL 5; beste Ausstattung (WB), ab 1978
- Audi 100 GL 5D beste Ausstattung (CN), nur 1979
- Audi 100 GLS 5E; beste Ausstattung (WC)
- Audi 200 GLX 5E; Luxusausstattung (WC), entspricht im Erscheinungsbild dem Audi 100 CD

 1981–1983 (Facelift)
- Audi 100 4; (YV)
- Audi 100 5S (WB)
- Audi 100 5E (WC)
- Audi 100 5 (WH), ab 1982
- Audi 200 5E (WC), entspricht im Erscheinungsbild dem Audi 100 CS, ab 1982

### Außenlackierungen
Für den Audi 100 C2 wurden seit seiner Einführung im Sommer 1976 über die Jahre exakt 44 Lackierungen angeboten. Außer den Serien-Unilacken gab es als Sonderausstattung Metalliclackierungen sowie sogenannte aufpreispflichtige Sonderfarben (*). Die angebotene Farbpalette war in regionalen Märkten verschieden; z. B. unterschied sich das Angebot in Kontinentaleuropa von dem in UK und USA. So war Schwarz Uni in Großbritannien stets verfügbar, in Kontinentaleuropa nur von 1976 bis 1978.

#### Uni-Lackierungen
| Achatbraun (L 86 Z) 1977–1978    | Alpinweiss (L 90 E) 1977–1982  | Amethyst* (LY 4 A) 1978–1980   | Andorrablau (L 56 Y) 1977–1978 | Bahiablau (L 50 A) 1976–1977      | Brokatrot (L 32 A) 1976–1977   | Castellgelb* (L 12 Y) 1976–1978 |
| Coloradobeige (LA 1 M) 1980–1982 | Cordobarot* (LY 3 A) 1978–1979 | Dakotabeige (L 13 A) 1977–1978 | Floridablau (LA 5 A) 1978–1979 | Gabungrau (LY 7 A) 1981–1982      | Gambiarot (LA 3 B) 1981–1982   | Havannabraun (LD 8 A) 1981–1982 |
| Inselgrün (L13 Y) 1976–1977      | Limagelb (LA 1 B) 1978–1979    | Malagarot (L 30 C) 1978–1980   | Manilagrün (L 63 Y) 1976–1980  | Mauritiusblau* (LY 5 A) 1981–1982 | Mexicobeige (LE 1 M) 1978–1980 | Merianbraun (LA 8 A) 1978–1979  |
| Monacoblau (LA 5 D) 1980–1981    | Nubisrot* (L 33 Y) 1976–1978   | Polarweiss (L Y9 H) 1976–1977  | Togogelb (LD 1 A) 1981–1982    | Venusrot* (LY 3 B) 1980–1981      | Schwarz (L 041) 1976–1978      | Sundagrün (LB 6 A) 1980–1982    |

(*) Aufpreispflichtige Sonderfarbe

#### Metallic-Lackierungen
|                                       |                                        |                                          |                                        |                                   |                                       |                                        |
| Azorenmetallic (L A5 V) 1978–1979     | Bahamablaumetallic (L 99 F) 1976–1978  | Diamantsilbermetallic (L 97 A) 1976–1982 | Dolomitgraumetallic (L V7 U) 1978–1980 | Gobimetallic (LY 1 V) 1981–1982   | Heliosblaumetallic (L A5 Y) 1979–1981 | Inarisilbermetallic (L 94 A) 1978–1982 |
| Indianarotmetallic (L A3 V) 1978–1981 | Kolibrigrünmetallic (L 99 Y) 1977–1979 | Kupfermetallic (L 95 F) 1976–1980        | Lhasametallic (L A6 V) 1981–1982       | Meteormetallic (L Y7 Z) 1981–1982 | Onyxmetallic (L D6 V) 1980–1981       | Resedagrünmetallic (L 95 E) 1977–1978  |
| Saturnmetallic (L Y4 V) 1980–1981     | Surinammetallic (L A3 Y) 1981–1982     |                                          |                                        |                                   |                                       |                                        |

#### Sonderfarben auf Kundenwunsch
|                                    |                                       |                                   |                                          |                                              |                                 |                                          |
| Ebenholzschwarz (041) Serie VW     | Ralleygelb (10A) Serie VW             | Marsrot (31B) Serie VW            | Delftblau (55Z) Serie VW                 | Cobaltblau (L Y7 Z) Serie VW                 | Panamabraun (12A) Serie VW      | Brokatrot (32A) Serienfarbton 1976       |
| Polarweiß (90A) Serienfarbton 1976 | Inselgrün (13Y) Serienfarbton 1976    | Elfenbein (RAL 1014) Krankenwagen | Orange (RAL 2000) Straßenmeistereien     | Taxi-Elfenbein (RAL 1015) Taxipaket 726,- DM | Feuerrot (RAL 3000) Feuerwehren | Leuchtrot (RAL 3024) nur für Feuerwehren |
| Blau (RAL 5010)                    | Minzgrün (RAL 6029) Polizei, 338,- DM | Papyrusweiß (RAL 9010)            | Weiß/Grün (93Z/67Z) Polizei BY, 313,- DM |                                              |                                 |                                          |

Sonderlackierungen 1979: Mehrpreis 457,- DM.

## Technische Daten
Aufgrund regionaler Abgasgesetzgebung gab es verschiedene Varianten, etwa für Schweden, USA oder Japan.
| Motor:                           | 1,6 | 2,0 (S) | 1,9 (5) | 2,1 (5S) | 2,1 (5E) | 2,0 (5D) | 2,0 Turbo-Diesel (nur für USA) |
| -------------------------------- | --- | --- | --- | --- | --- | --- | --- |
| Bauform:                         | 4-Zylinder-Reihenmotor (Viertakt) | 4-Zylinder-Reihenmotor (Viertakt) | 5-Zylinder-Reihenmotor (Viertakt) | 5-Zylinder-Reihenmotor (Viertakt) | 5-Zylinder-Reihenmotor (Viertakt) | 5-Zylinder-Reihenmotor (Viertakt) | 5-Zylinder-Reihenmotor (Viertakt) |
| Kennbuchstabe:                   | YV | WA | WH | WB | WC | CN | DE |
| Motortyp:                        | VW EA827 | VW EA831 | VW EA828 | VW EA828 | VW EA828 | VW EA828 | VW EA828 |
| Bohrung × Hub:                   | 79,5 × 80 mm | 86,5 × 84,4 mm | 79,5 × 77,4 mm | 79,5 × 86,4 mm | 79,5 × 86,4 mm | 76,5 × 86,4 mm | 76,5 × 86,4 mm |
| Hubraum:                         | 1588 cm³ | 1984 cm³ | 1921 cm³ | 2144 cm³ | 2144 cm³ | 1986 cm³ | 1986 cm³ |
| Leistung (PS) bei 1/min:         | 63 kW (85 PS) 4800–5300 | 85 kW (115 PS) 5400 | 74 kW (100 PS) 4800 | 85 kW (115 PS) 4400 | 100 kW (136 PS) 4800 | 51 kW (70 PS) 5200 | 64 kW (87 PS) 4400 |
| Max. Drehmoment bei 1/min:       | 124 Nm 3200 | 166 Nm 3200 | 132 Nm 2800 | 166 Nm 4000 | 185 Nm 4200 | 123 Nm 3000 | 172 Nm 2800 |
| Verdichtung:                     | 8,2, später 8,0:1 | 9,3:1 | 10:1 | 8,8:1 | 9,3:1 | 23,0:1 | 23,0:1 |
| Gemischaufbereitung:             | Register-Fallstromvergaser Zenith 2B2 | Register-Fallstromvergaser Zenith 2B3 | Register-Fallstromvergaser Keihin 28-32 | Register-Fallstromvergaser Zenith 2B3 | mechanische Einspritzanlage K-Jetronic | Verteiler- einspritzpumpe | Verteiler- einspritzpumpe Turbolader |
| Ventilsteuerung:                 | von Zahnriemen angetriebene, oben liegende Nockenwelle über Tassenstößel auf hängende Ventile | von Zahnriemen angetriebene, oben liegende Nockenwelle über Tassenstößel auf hängende Ventile | von Zahnriemen angetriebene, oben liegende Nockenwelle über Tassenstößel auf hängende Ventile | von Zahnriemen angetriebene, oben liegende Nockenwelle über Tassenstößel auf hängende Ventile | von Zahnriemen angetriebene, oben liegende Nockenwelle über Tassenstößel auf hängende Ventile | von Zahnriemen angetriebene, oben liegende Nockenwelle über Tassenstößel auf hängende Ventile | von Zahnriemen angetriebene, oben liegende Nockenwelle über Tassenstößel auf hängende Ventile |
| Kühlung:                         | Überdruck-Wasserkühlung mit Lamellenkühler und über Keilriemen oder Zahnriemen angetriebene Kühlwasser-Kreiselpumpe elektrischer Kühlerventilator 180 Watt (Fünfzylindermotoren: 250 Watt, mit Klimaanlage: 500 Watt) | Überdruck-Wasserkühlung mit Lamellenkühler und über Keilriemen oder Zahnriemen angetriebene Kühlwasser-Kreiselpumpe elektrischer Kühlerventilator 180 Watt (Fünfzylindermotoren: 250 Watt, mit Klimaanlage: 500 Watt) | Überdruck-Wasserkühlung mit Lamellenkühler und über Keilriemen oder Zahnriemen angetriebene Kühlwasser-Kreiselpumpe elektrischer Kühlerventilator 180 Watt (Fünfzylindermotoren: 250 Watt, mit Klimaanlage: 500 Watt) | Überdruck-Wasserkühlung mit Lamellenkühler und über Keilriemen oder Zahnriemen angetriebene Kühlwasser-Kreiselpumpe elektrischer Kühlerventilator 180 Watt (Fünfzylindermotoren: 250 Watt, mit Klimaanlage: 500 Watt) | Überdruck-Wasserkühlung mit Lamellenkühler und über Keilriemen oder Zahnriemen angetriebene Kühlwasser-Kreiselpumpe elektrischer Kühlerventilator 180 Watt (Fünfzylindermotoren: 250 Watt, mit Klimaanlage: 500 Watt) | Überdruck-Wasserkühlung mit Lamellenkühler und über Keilriemen oder Zahnriemen angetriebene Kühlwasser-Kreiselpumpe elektrischer Kühlerventilator 180 Watt (Fünfzylindermotoren: 250 Watt, mit Klimaanlage: 500 Watt) | Überdruck-Wasserkühlung mit Lamellenkühler und über Keilriemen oder Zahnriemen angetriebene Kühlwasser-Kreiselpumpe elektrischer Kühlerventilator 180 Watt (Fünfzylindermotoren: 250 Watt, mit Klimaanlage: 500 Watt) |
| Getriebe:                        | 4/5-Gang-Getriebe, Dreigangautomatik gegen Aufpreis | 4/5-Gang-Getriebe, Dreigangautomatik gegen Aufpreis | 4/5-Gang-Getriebe, Dreigangautomatik gegen Aufpreis | 4/5-Gang-Getriebe, Dreigangautomatik gegen Aufpreis | 4/5-Gang-Getriebe, Dreigangautomatik gegen Aufpreis | 4/5-Gang-Getriebe, Dreigangautomatik gegen Aufpreis | 4/5-Gang-Getriebe, Dreigangautomatik gegen Aufpreis |
| Radaufhängung vorn:              | Einzelradaufhängung (MacPherson-Federbeine und Querlenker) | Einzelradaufhängung (MacPherson-Federbeine und Querlenker) | Einzelradaufhängung (MacPherson-Federbeine und Querlenker) | Einzelradaufhängung (MacPherson-Federbeine und Querlenker) | Einzelradaufhängung (MacPherson-Federbeine und Querlenker) | Einzelradaufhängung (MacPherson-Federbeine und Querlenker) | Einzelradaufhängung (MacPherson-Federbeine und Querlenker) |
| Radaufhängung hinten:            | Torsionskurbelachse mit Längslenkern und Panhardstab, Schraubenfedern | Torsionskurbelachse mit Längslenkern und Panhardstab, Schraubenfedern | Torsionskurbelachse mit Längslenkern und Panhardstab, Schraubenfedern | Torsionskurbelachse mit Längslenkern und Panhardstab, Schraubenfedern | Torsionskurbelachse mit Längslenkern und Panhardstab, Schraubenfedern | Torsionskurbelachse mit Längslenkern und Panhardstab, Schraubenfedern | Torsionskurbelachse mit Längslenkern und Panhardstab, Schraubenfedern |
| Lenkung:                         | Zahnstangenlenkung, je nach Ausführung auch mit hydraulischer Unterstützung (Lenkhilfe) | Zahnstangenlenkung, je nach Ausführung auch mit hydraulischer Unterstützung (Lenkhilfe) | Zahnstangenlenkung, je nach Ausführung auch mit hydraulischer Unterstützung (Lenkhilfe) | Zahnstangenlenkung, je nach Ausführung auch mit hydraulischer Unterstützung (Lenkhilfe) | Zahnstangenlenkung, je nach Ausführung auch mit hydraulischer Unterstützung (Lenkhilfe) | Zahnstangenlenkung, je nach Ausführung auch mit hydraulischer Unterstützung (Lenkhilfe) | Zahnstangenlenkung, je nach Ausführung auch mit hydraulischer Unterstützung (Lenkhilfe) |
| Karosserie:                      | selbsttragende Stahlblechkarosserie, Tankinhalt 60 Liter | selbsttragende Stahlblechkarosserie, Tankinhalt 60 Liter | selbsttragende Stahlblechkarosserie, Tankinhalt 60 Liter | selbsttragende Stahlblechkarosserie, Tankinhalt 60 Liter | selbsttragende Stahlblechkarosserie, Tankinhalt 60 Liter | selbsttragende Stahlblechkarosserie, Tankinhalt 60 Liter | selbsttragende Stahlblechkarosserie, Tankinhalt 60 Liter |
| Spurweite vorn/hinten:           | 1470/1470 mm | 1470/1470 mm | 1470/1470 mm | 1470/1470 mm | 1470/1470 mm | 1470/1470 mm | 1470/1470 mm |
| Wendekreis:                      | 11,3 m | 11,3 m | 11,3 m | 11,3 m | 11,3 m | 11,3 m | 11,3 m |
| Radstand:                        | 2677 mm | 2677 mm | 2677 mm | 2677 mm | 2677 mm | 2677 mm | 2677 mm |
| Länge:                           | 4680 mm (USA: 4811 mm / Avant: 4587 mm) | 4680 mm (USA: 4811 mm / Avant: 4587 mm) | 4680 mm (USA: 4811 mm / Avant: 4587 mm) | 4680 mm (USA: 4811 mm / Avant: 4587 mm) | 4680 mm (USA: 4811 mm / Avant: 4587 mm) | 4680 mm (USA: 4811 mm / Avant: 4587 mm) | 4680 mm (USA: 4811 mm / Avant: 4587 mm) |
| Leergewicht:                     | 1110–1250 kg | 1110–1250 kg | 1110–1250 kg | 1110–1250 kg | 1110–1250 kg | 1110–1250 kg | 1110–1250 kg |
| Höchstgeschwindigkeit:           | 156–160 km/h | 175–179 km/h | 170 km/h | 175–179 km/h | 185–190 km/h | 150 km/h | 155–160 km/h |
| 0-100 km/h:                      | 13,4 – 16,5 s | 10,7 – 12,4s | 12,5 – 13,9 s | 11,2 – 12,9 s | 9,5 – 11,4 s | 17,5 s | 12,5 – 13,9 s |
| Verbrauch (Liter/100 Kilometer): | 8,9–9,5 N | 9,6–10,2 S | 9,4 N | 10,6-11,1 S | 10,5–11,1 S | 8–9,5 D | 9,1 D |
| Stückzahl:                       | 205.234 | 146.207 | 10.525 | 121.404 | 279.785 | 95.943 | 95.943 |
| Bauzeitraum:                     | 08/1976 bis 07/1982 | 08/1976 bis 07/1978 | 08/1980 bis 07/1982 | 04/1978 bis 07/1982 | 05/1977 bis 07/1982 | 10/1978 bis 07/1982 | 11/1981 bis 07/1982 |

## Produktion

### Europa
Der C2 wurde in Deutschland in Neckarsulm und Ingolstadt gefertigt. Am 22. September 1977 wurde (inklusive der Vorgängerbaureihe) der millionste Audi 100 produziert. Bis zum Modelljahr 1980 liefen die US-Modelle in Ingolstadt vom Band, danach in Neckarsulm. Anfangs kamen noch ca. 85 % der C2-Modelle aus Ingolstadt, zum letzten Modelljahr hatte sich das Gewicht mit über 80 % nach Neckarsulm verschoben. Mit Einsetzen der zweiten Ölkrise 1979 sanken die Absatzzahlen trotz der Überarbeitung signifikant. Insgesamt wurden 851.126 Einheiten produziert, davon 787.252 Audi 100 viertürig und 49.588 Audi 100 Avant und am seltensten lediglich 14.286 Audi 100 zweitürig. Zum Audi 100 kamen noch weitere 51.282 Einheiten des Audi 200 hinzu. Damit blieb der C2 mit insgesamt 902.408 Exemplaren etwas unter der Millionengrenze.
| Jahr   | Neckarsulm | Ingolstadt | Total   |
| ------ | ---------- | ---------- | ------- |
| 1976   | 5.265      | 36.611     | 41.876  |
| 1977   | 57.577     | 137.435    | 195.012 |
| 1978   | 70.469     | 128.198    | 198.667 |
| 1979   | 79.168     | 97.717     | 176.885 |
| 1980   | 50.986     | 42.819     | 93.805  |
| 1981   | 64.373     | 25.644     | 90.017  |
| 1982   | 45.357     | 9.507      | 54.864  |
| Gesamt | Gesamt     | Gesamt     | 851.126 |

### Afrika
Zum Jahresende 1977 startete die CKD-Montage bei Volkswagen of South Africa (ausschließlich als Rechtslenker) in Uitenhage, Südafrika. Diese Fahrzeuge unterschieden sich von den in Deutschland gefertigten Modellen teils durch verwendete lokale Zulieferteile, aber auch abweichende Ausstattungslogik und Modellbezeichnungen. Abgelöst wurden sie vom Audi 500 ab Ende 1983. In geringer Stückzahl wurde der Audi 100 auch bei Volkswagen of Nigeria aus angelieferten Teilesätzen produziert.
Im August 1982 wurde die Produktion des C2 in Neckarsulm eingestellt. Heute sind diese Fahrzeuge wegen ihrer Rostanfälligkeit selten geworden.
Zum 1. Januar 2015 waren laut KBA noch mindestens 1197 Fahrzeuge mit den Typschlüsselnummern dieser Baureihe gemeldet.
Im September 1982 debütierte die dritte Generation des Audi 100 C3, die den bisher gebauten Audi 100 ablöste.